# Andrea Encalada Romero
Andrea Carolina Encalada Romero es una científica ecuatoriana con PhD en Ecología de Aguas dulces y es vicerrectora de la Universidad San Francisco de Quito (USFQ).

## Trayectoria
Siendo estudiante universitaria, desde 1997 publicó más de 70 artículos científicos en inglés, en 2003 se graduó de Licenciada en Ciencias Biológicas en la Pontificia Universidad Católica Del Ecuador (PUCE).
En 2004 fundó el Laboratorio de Ecología Acuática (LEA) de la Universidad San Francisco de Quito (USFQ), y en 2016 el Instituto de Investigaciones BIOSFERA-USFQ.
Luego estudió en la Universidad Cornell en Estados Unidos donde se graduó el 2012 como Doctora en Filosofía en Entomología con especialidad en Ecología en Aguas dulces.
Así, una década de investigaciones llegó a liderar su primer artículo científico en la revista Science sobre la situación de los ríos en montañas tropicales, los cuales son los menos estudiados, pero cumplen un rol esencial para el planeta.
El 30 de diciembre del 2015 fue uno de los dos ganadores del Premio Matilde Hidalgo en la categoría Científico del Año.
El 2018 fue representante del Comité Organizador del Congreso sobre “Ecosistemas Acuáticos Tropicales en el Antropoceno, AQUATROP”, un evento realizado en Ecuador que constituyó 270 presentaciones orales de investigadores de 25 países.
Colabora también en programas e investigaciones internacionales y es vicerrectora de la Universidad San Francisco de Quito desde enero de 2021.

## Distinciones
- Ganadora del premio “Matilde Hidalgo a la educación superior, ciencia, tecnología e innovación 2015”, como Investigador Consagrado, dentro de la Categoría Científico del Año.[4]

## Colectivos académicos asociados
- Investigadora en la Red Macrolatinos.[6]
- Científica en la Asociación Ecuatoriana de Limnología.[7]
- Científica en la Society for Freshwater Science (SFS).[8]
- Codirectora de la iniciativa REMCI Red Ecuatoriana de Mujeres Científicas.[9]
- Copresidenta del Panel Científico por la Amazonía.[10]